# Dentlein am Forst
Dentlein am Forst är en köping (Markt) i Landkreis Ansbach i Regierungsbezirk Mittelfranken i förbundslandet Bayern i Tyskland.
Köpingen ingår i kommunalförbundet Dentlein am Forst  tillsammans med  kommunerna Burk och Wieseth.